# Автомагістраль А180 (Росія)
Автомагістра́ль А180 або Автомагістра́ль «На́рва» — автомобільна дорога федерального значення Санкт-Петербург — Івангород — кордон з Естонією. Є частиною європейського маршруту E20. Часто зветься Талліннським шосе. Головним чином має дві смуги руху.
До кінця 2010 року мало позначення М11, що з 2010 року позначає автостраду у стадії будівництва Москва-Санкт-Петербург.

## Маршрут
- 0 км — Колпіно
- 4 км — перетин з  (E95)
- 9 км — Царське Село
- 14 км — перетин з Р23
- 26 км — Санкт-Петербург
- 39 км — Кіпень
- 82 км — Чирковиці
- 120 км — Кінгісепп
- 142 км — Івангород, кордон з Естонією і з'єднання з 1

## Ресурси Інтернету
- А-180: всі камери автостради [Архівовано 24 жовтня 2014 у Wayback Machine.]